# 1597 год
1597 (ты́сяча пятьсо́т девяно́сто седьмо́й) год  по григорианскому календарю — невисокосный год, начинающийся в среду. Это 1597 год нашей эры, 7‑й год 10‑го десятилетия XVI века 2‑го тысячелетия, 8‑й год 1590‑х годов. Он закончился 428 лет назад.
| Пн | Вт | Ср | Чт | Пт | Сб | Вс |
|    |    | 1  | 2  | 3  | 4  | 5  |
| 6  | 7  | 8  | 9  | 10 | 11 | 12 |
| 13 | 14 | 15 | 16 | 17 | 18 | 19 |
| 20 | 21 | 22 | 23 | 24 | 25 | 26 |
| 27 | 28 | 29 | 30 | 31 |    |    |

| Пн | Вт | Ср | Чт | Пт | Сб | Вс |
|    |    |    |    |    | 1  | 2  |
| 3  | 4  | 5  | 6  | 7  | 8  | 9  |
| 10 | 11 | 12 | 13 | 14 | 15 | 16 |
| 17 | 18 | 19 | 20 | 21 | 22 | 23 |
| 24 | 25 | 26 | 27 | 28 |    |    |

| Пн | Вт | Ср | Чт | Пт | Сб | Вс |
|    |    |    |    |    | 1  | 2  |
| 3  | 4  | 5  | 6  | 7  | 8  | 9  |
| 10 | 11 | 12 | 13 | 14 | 15 | 16 |
| 17 | 18 | 19 | 20 | 21 | 22 | 23 |
| 24 | 25 | 26 | 27 | 28 | 29 | 30 |
| 31 |    |    |    |    |    |    |

| Пн | Вт | Ср | Чт | Пт | Сб | Вс |
|    | 1  | 2  | 3  | 4  | 5  | 6  |
| 7  | 8  | 9  | 10 | 11 | 12 | 13 |
| 14 | 15 | 16 | 17 | 18 | 19 | 20 |
| 21 | 22 | 23 | 24 | 25 | 26 | 27 |
| 28 | 29 | 30 |    |    |    |    |

| Пн | Вт | Ср | Чт | Пт | Сб | Вс |
|    |    |    | 1  | 2  | 3  | 4  |
| 5  | 6  | 7  | 8  | 9  | 10 | 11 |
| 12 | 13 | 14 | 15 | 16 | 17 | 18 |
| 19 | 20 | 21 | 22 | 23 | 24 | 25 |
| 26 | 27 | 28 | 29 | 30 | 31 |    |

| Пн | Вт | Ср | Чт | Пт | Сб | Вс |
|    |    |    |    |    |    | 1  |
| 2  | 3  | 4  | 5  | 6  | 7  | 8  |
| 9  | 10 | 11 | 12 | 13 | 14 | 15 |
| 16 | 17 | 18 | 19 | 20 | 21 | 22 |
| 23 | 24 | 25 | 26 | 27 | 28 | 29 |
| 30 |    |    |    |    |    |    |

| Пн | Вт | Ср | Чт | Пт | Сб | Вс |
|    | 1  | 2  | 3  | 4  | 5  | 6  |
| 7  | 8  | 9  | 10 | 11 | 12 | 13 |
| 14 | 15 | 16 | 17 | 18 | 19 | 20 |
| 21 | 22 | 23 | 24 | 25 | 26 | 27 |
| 28 | 29 | 30 | 31 |    |    |    |

| Пн | Вт | Ср | Чт | Пт | Сб | Вс |
|    |    |    |    | 1  | 2  | 3  |
| 4  | 5  | 6  | 7  | 8  | 9  | 10 |
| 11 | 12 | 13 | 14 | 15 | 16 | 17 |
| 18 | 19 | 20 | 21 | 22 | 23 | 24 |
| 25 | 26 | 27 | 28 | 29 | 30 | 31 |

| Пн | Вт | Ср | Чт | Пт | Сб | Вс |
| 1  | 2  | 3  | 4  | 5  | 6  | 7  |
| 8  | 9  | 10 | 11 | 12 | 13 | 14 |
| 15 | 16 | 17 | 18 | 19 | 20 | 21 |
| 22 | 23 | 24 | 25 | 26 | 27 | 28 |
| 29 | 30 |    |    |    |    |    |

| Пн | Вт | Ср | Чт | Пт | Сб | Вс |
|    |    | 1  | 2  | 3  | 4  | 5  |
| 6  | 7  | 8  | 9  | 10 | 11 | 12 |
| 13 | 14 | 15 | 16 | 17 | 18 | 19 |
| 20 | 21 | 22 | 23 | 24 | 25 | 26 |
| 27 | 28 | 29 | 30 | 31 |    |    |

| Пн | Вт | Ср | Чт | Пт | Сб | Вс |
|    |    |    |    |    | 1  | 2  |
| 3  | 4  | 5  | 6  | 7  | 8  | 9  |
| 10 | 11 | 12 | 13 | 14 | 15 | 16 |
| 17 | 18 | 19 | 20 | 21 | 22 | 23 |
| 24 | 25 | 26 | 27 | 28 | 29 | 30 |

| Пн | Вт | Ср | Чт | Пт | Сб | Вс |
| 1  | 2  | 3  | 4  | 5  | 6  | 7  |
| 8  | 9  | 10 | 11 | 12 | 13 | 14 |
| 15 | 16 | 17 | 18 | 19 | 20 | 21 |
| 22 | 23 | 24 | 25 | 26 | 27 | 28 |
| 29 | 30 | 31 |    |    |    |    |

## События
- 1507—1622 — Португало-персидская война. Ряд вооружённых конфликтов между колониалистской Португалией и вассальным Ормузом, с одной стороны, и Сефевидской империей, поддерживаемой англичанами, с другой[1].
- 1511—1641 — Малайско-португальская война. Вооружённый конфликт XVI-XVII веков, в котором Малаккский султанат при поддержке империи Мин, Голландской Ост-Индской компании (с 1607) и Джохора безуспешно сопротивлялся Португальской империи, стремившейся захватить Малакку и установить контроль над торговлей между Индией и Китаем[2].
- 1566—1609 — первый этап Нидерландской буржуазной революции (Восьмидесятилетняя война). Религиозно-идеологическая, политическая и социально-экономическая борьба Семнадцати провинций за независимость от испанского владычества[3].
  - 24 января — битва при Тюрнхауте[4].
  - 11—28 сентября — вторая осада Грунло (см. 1595 и 1606 год)[5].
- 1585—1604 — Англо-испанская война[6].
  - 1593—1603 — Девятилетняя война. Вооружённый конфликт между вождями ирландских кланов и английскими оккупационными войсками в Ирландии[7].
- 1585—1598 — Восьмая гугенотская война[8].
  - 13 мая—25 сентября — осада Амьена[9].
- 1592—1598 — Японо-корейская война (Имдинская война)[10].
  - 28 августа — морская битва в проливе Чхильчхоллян[10].
  - 26 октября — морская битва при Мённян[10].
- 1593—1604 — Долгая война[11].
- 1593—1597 — закончилась Камбоджийско-испанская война[12].
- 1595—1598 — Франко-испанская война[13].
- 1595—1597 — голод и засуха по всей Индии.
- 1595—1603 — Восстание Кара-Языджи и Дели-Хасана. Крестьянское антифеодальное восстание в Османской империи[14].
- 1596—1597 — Дубинная война. Антифеодальное крестьянское восстание в Финляндии (в то время — Финляндском Великом Княжестве в составе Швеции)[15].
- 1596—1597 — восстания в южной Сербии, Герцеговине, Черногории и Албании. Подавлены.
- 1597—1598 — последняя вспышка восстания «кроканов», отчасти подавленная, отчасти прекращённая при помощи уступок.

- 5 февраля — 26 японских мучеников были казнены в Нагасаки.
- Апрель — японцы возобновили военные действия. Корейский флот разбит. Японцы перебросили войска в Корею. Король назначил командующим флотом Ли Сун Сина. В Корею прибыли войска и флот из Китая. Октябрь — Ли Сун Син с небольшими силами нанёс серьёзное поражение японцам у мыса Усуен.
- Ноябрь — в сражении у Чиксана (около Сеула) японцы разбиты корейской армией. Японцы отошли к побережью, по пути разграбив многие города, в том числе сожгли Кёнчжу.
- Указ Хидэёси против миссионерской пропаганды в Японии.
- Зима — жестокое подавление восстания в Финляндии.
- Правительство вступило в переговоры с крестьянами Верхней Австрии, одновременно жестоко подавив восстание в Нижней Австрии. Май — Указ Рудольфа о ограничении поборов и уменьшении барщины. Часть восставших прекратила борьбу. Конец года — Подавление восстания.
- Иранский шах Аббас I отвоевал у Абдуллы-хана II город Нишапур, захваченный в 1587 году[16].

## Русское государство
Царствование: 1584—1598 — Фёдор Иванович
- 22 мая — в присутствии Государя, многих бояр и вельмож, в Московском кремле принимали пышное посольство Священной Римской империи, с бургграфом Авраамом Донавским во главе[17].
- Тяжело заболевает Фёдор Иванович[18].
- 27 ноября — будучи тяжело больным царь подписал указ, который ввёл «урочные лета»: по делам о владении крестьянами, их вывозе, возвращении беглых крестьян стал действовать 5-летний срок подачи их владельцами исковых челобитных[18].
- Пожалование Думным дворянином: Буйносов-Ростовский Василий Иванович Белог, Буйносов-Ростовский Пётр Иванович[19].
- На службу Государю выехали родоначальники дворянских родов: Мухановы, Мельгуновы, Островские, Ивашевы, Подобедовы и Венюковы[20].

### Города и поселения
- 1597—1598 — Лобное место (Красная площадь) приобрело форму монументального округлого возвышения. Отсюда цари и патриархи начинают обращаться к народу, здесь начали оглашать государевы указы и приговоры[21].
- 18 (28) июня — Печерский Вознесенский монастырь с каменными 5-главым собором и колокольней XVI века разрушен оползнем[22].

### Руководители приказов
| Года      | Приказ            | Ф,И,О главы                 | Примечания |
| --------- | ----------------- | --------------------------- | ---------- |
| 1594-1601 | Посольский приказ | Щелкалов Василий Яковлевич  |            |
| 1596-1603 | Казанского дворца | Власьев Афанасий Иванович   |            |
| 1584-1597 | Большого дворца   | Годунов Григорий Васильевич | Боярин     |

## Правление
См.также: Список глав государств в 1597 году
- 1597—1651 — Герцог Баварии Максимилиан I.

## Наука и искусство
- 23 апреля — состоялась премьера спектакля по пьесе Вильяма Шекспира «Виндзорские проказницы», на которой присутствовала английская королева Елизавета I.
- Галилей создал первый термометр.

## Родились
См. также: Категория:Родившиеся в 1597 году
- Франческо Барберини — итальянский куриальный кардинал.
- Жан-Луи Гез де Бальзак — французский писатель.
- Джованни Баттиста Годиерна — итальянский астроном.
- Мартин Опиц (1597—1639) — немецкий поэт.
- Пётр Могила — епископ Константинопольской православной церкви, Митрополит Киевский, Галицкий и всея Руси, Экзарх Константинопольского трона (28 апреля 1632—1647).
- Питер Янс Санредам — нидерландский художник.
- Фридрих III Гольштейн-Готторпский — герцог Гольштейн-Готторпский. Старший сын Иоганна Адольфа Гольштейн-Готторпского и Августы Датской.

## Скончались

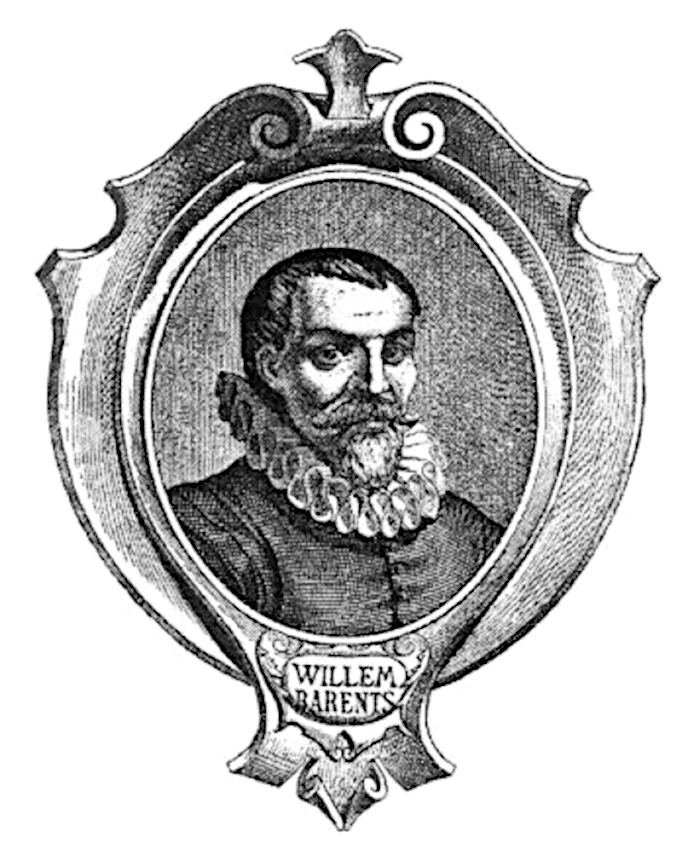
Виллем Баренц

См. также: Категория:Умершие в 1597 году
- 20 июня — Виллем Баренц, голландский мореплаватель и исследователь. Руководитель трёх арктических экспедиций, целью которых был поиск северного морского пути в Ост-Индию.
- 17 (27) декабря — Годунов Григорий Васильевич, глава приказа Большого дворца (1584-1597), боярин (с 1584)[25].
- Альфонсо II д’Эсте — герцог Феррары, Модены и Реджио (1559—1597).
- Жозе ди Аншиета — иезуитский миссионер, участник основания городов Сан-Паулу (25 января 1554 года) и Рио-де-Жанейро (1 марта 1554 года). Писатель и поэт, признанный основоположник бразильской литературы. Составил первую грамматику языка тупи.
- Асикага Ёсиаки — 15-й и последний сёгун сёгуната Муромати. Правил с 1568 по 1573 года. Оставался в должности сёгуна к 1588 года.
- Вон Гюн — корейский генерал и адмирал, один из командующих корейскими войсками в Имиджинской войне.
- Пётр Канизий — нидерландский религиозный деятель, член ордена иезуитов, канонизированный Католической церковью в 1925 году. Причислен к числу Учителей Церкви. Дядя Генриха Канизия.
- Каталина Микаэла Австрийская — испанская инфанта и герцогиня Савойская, жена Карла Эммануила I Савойского, мать Виктора Амадея I.
- Эдвард Келли — английский медиум, мистик и алхимик.
- Павел Мики — святой Римско-Католической Церкви, мученик, канонизированный вместе с другими японскими мучениками, погибшими за свою веру при японском политическом деятеле Тоётоми Хидэёси.
- Франческо Патрици — итальянский философ.
- Просперо Фонтана — итальянский художник эпохи Ренессанса, отец художницы Лавинии Фонтаны.